# 수랭

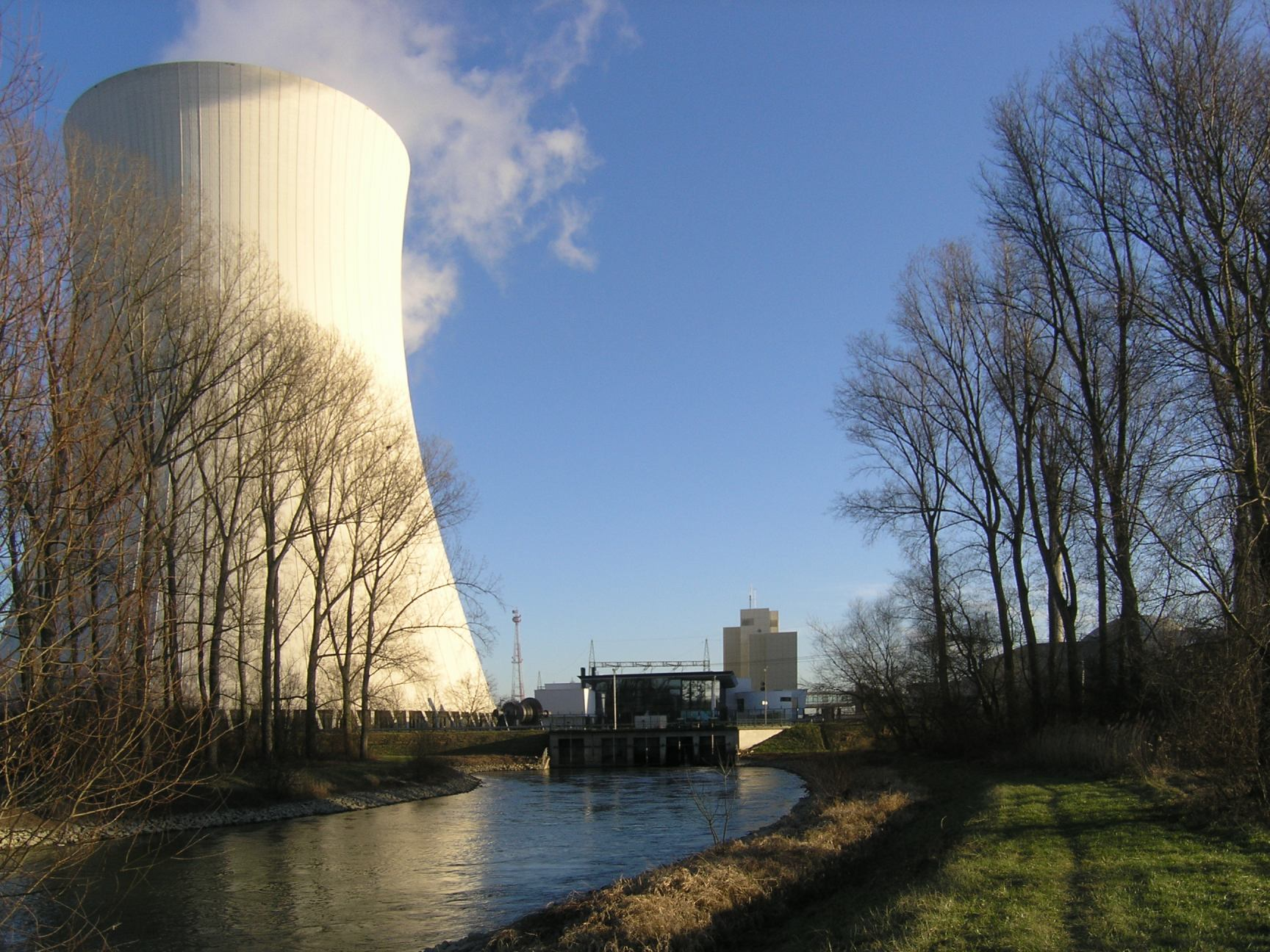
원자력 발전소의 냉각탑과 하천 유량.

수냉(水冷, 영어: water cooling)은 기계장치 등에서 발생한 열을 물이나 여타 액체로 억제하는 방법을 말한다. 공기를 사용하는 공랭과는 대비되는 개념이다. 대표적으로 물을 사용하는 데 이는 물의 비열이 여타 액체보다 크기 때문이다.

## 같이 보기
- 유랭(영어판)